# 福島交通福島支社
福島交通福島支社（ふくしまこうつうふくしまししゃ）は、福島県福島市東浜町7番8号にある福島交通のバス営業拠点である。福島交通の本社機能も有する。最寄りの停留所は「日赤前」「福島赤十字病院」。

## 所在地

### 施設等
- 支社建屋
  - 福島交通観光福島営業所
- バス車庫
- バス整備場
- 給油設備がある関係上、普段運用上支社に出入りしない車両（蓬莱・湯野・掛田停泊の市町村生活バス向け車両）がそれぞれの停泊地から給油に来ることがある。
- 私鉄福島交通労働組合本部
- 社員独身寮建屋
  - 私鉄福島交通労働組合福島支部
  - 支社各課倉庫

### 所管施設等
- 福島駅東口バス案内所
  - 自社の定期券・乗車券・回数券のほか、JRバス東北バス路線（福浪線）のバス定期券・回数券を受託販売している。
- 保原バスセンター
  - 福島交通観光伊達営業所
- 掛田車庫（掛田駅）
  - 伊達・掛田方面系統のバス待機所。
  - 市町村生活バス向け車両の停泊も行われている。
- 川俣車庫（旧川俣営業所）
- 福島高速バスターミナル
- 上浜車庫
  - 福島支社とともに福島駅東口や舟場町始発系統向けのバス車庫となっている。福島発着の高速バスの待機所となっていたこともあった。
  - 旧敷地内に建設されたマンション（クラウンコート上浜）の利用者向けに、回送を兼ねた福島駅東口 - 上浜町の路線バスが運行されていたが、2006年（平成18年）10月1日に廃止された。
- 蓬莱車庫
  - 福島医大・蓬莱団地方面系統のバス待機所ならびに夜間数台のバスが福島支社に戻らず停泊している。相次ぐ高速バスの増発拡大にて福島支社が手狭になっているため。
  - あぶくま号の福島蓬莱バス停及び利用者駐車場が設置されていたが、2008年（平成20年）11月30日に同バス停は廃止された。
  - 医大 - 水原線（市町村生活バス）向けの車両もここに配置されている。
- 梁川車庫（旧・梁川営業所）
  - 保原・梁川方面系統のバス待機所。

- このほか、福島市の土船・志田・土湯・中野に駐在があり、車両停泊が行われている。また、湯野（湯野駅）でも市町村生活バス向け車両（湯野 - 杉の平線）の停泊が行われる。

## 沿革
- 1970年（昭和45年）12月15日 - 現社屋新築。
- 2005年（平成17年）1月 - 本社機能が、福島市太田町から移転。それにともない改築。
- 2010年（平成22年）10月30日 - バスICカード「NORUCA」を導入。

## 管轄路線
※ 県営あづま球場、桑折町・半田山公園などへの臨時・季節運行便は割愛
すべての路線でICカードNORUCAが使用できる。

### 福島市内循環線
ももりん1コース（太田町廻り）
- 03-0：福島駅東口 - 太田町 - 三河北町 - 福島駅東口

ももりん1コース（大町廻り）
- 01-0：福島駅東口 - 上町 - 福島市役所前 - 桜の聖母短期大学 - 県立美術館入口 - 福島駅東口
- 10-0：福島駅東口 - こむこむ館前 - 福島市役所前 - 桜の聖母短期大学 - 保健福祉センター　 - 県立美術館入口 - 福島駅東口

ももりん2コース（曽根田廻り）
- 02-0：福島駅東口 - 県立美術館入口 - 桜の聖母短期大学 - 福島市役所前 - 福島駅東口
- 11-0：福島駅東口 - 県立美術館入口 - 保健福祉センター - 桜の聖母短期大学 - 福島市役所前 - こむこむ館前 - 福島駅東口

概説
ももりん1コース（大町廻り）、2コース（曽根田廻り）とも福島市中心部を廻る路線（2コースは1コースの逆回りである）。市街地の市役所や裁判所、学校や住宅地のある地区を廻り各施設や沿線住民などが利用する運行間隔5 - 15分の頻発路線である。福島市の助成を受け、全区間の運賃は100円となっている。福島駅東口発9:00 - 16:00までのダイヤは、こむこむ館と保健福祉センターを経由する。
ももりん1コース（太田町廻り）は1980年代までは市内循環1コース小廻りとして10 - 15分間隔の運行だったが、現在では朝3本のみの運行。西町から上町廻り（こちらはかつて1コース大廻りと称した）に直通運転する。

### 渡利南回り線
渡利南回り
- 06-0：福島駅東口 - 舟場町 - 渡利舟場 - 福島南高校 - 番匠町 - わたり病院前 - 花見山入口 - 渡利中学校 - 天神渡 - 舟場町 - 福島駅東口

概説
渡利循環線は福島市の住宅地である渡利地区を廻る系統。渡利大回りは渡利循環の逆回りとしての性格も持つが、単独区間（渡利学習センターから先）も多い。元は上山の入を終点とする渡利線で、1980年代は以下の経路（一部便は、渡利公民館から折り返し）となっていた。
- 福島駅前 → 渡利舟場 → 病院前 → 渡利公民館 → 上山の入
- 上山の入 → 渡利公民館 → 中角 → 渡利舟場 → 福島駅前

1990年代にはいると、上記系統として山の入線・渡利循環線・渡利大回り線の3路線に再編され、バスカードシステム・バスロケーションシステム対応路線となったが、旧来の渡利線であった山の入線は利用者減のため廃止された。
- 渡利循環：福島駅東口 - 渡利舟場 - 番匠町 - 渡利病院前 - 花見山入口 - 渡利中学校 - 天神渡 - 福島駅東口
- 渡利大回り：福島駅東口 - 渡利舟場 - 渡利中学校 - 花見山入口 - 渡利学習センター - 中角 - 渡利舟場 - 福島駅東口
- 山の入：旧来の渡利線

また、2010年10月のダイヤ改正により、路線が現行の渡利北回りと渡利南回りに再編された。

### 信夫山循環線
4号線先回り
- 08-0：福島駅東口 - 舟場町 - 競馬場前 - 日赤前 - 本内 - 福商前 - 富塚 - （ハッピー愛ランド） - 古屋敷 - 稲荷田 - 福島中央郵便局 - 福島駅東口

13号線先回り
- 09-0：福島駅東口 - 福島中央郵便局 - 稲荷田 - 古屋敷 - （ハッピー愛ランド） - 富塚 - 福商前 - 本内 - 日赤前 - 競馬場前 - 舟場町 - 福島駅東口

概説
福島市の北信地区南部を結ぶ系統。元は国道4号経由の本内経由北矢野目線（余目線が短縮された系統）であったが、循環線に再編されてバスカードシステム・バスロケーションシステム対応路線となった。4号線先回りは、本内バス停までを国道4号を走り、その後市内丸子を経由して国道13号から福島駅東口に戻る。
国道13号線先回りは国道4号線先回りの逆回り系統だが、古屋敷バス停には止まらない。両路線とも、系統新設後より増便・終バスの繰り下げ等が行われている。1日2便はハッピー愛ランド経由となる。

### 御山経由イオン福島線
- 42-2：舟場町 → 大町 - 福島駅東口 - 福島中央郵便局 - 稲荷田 - 清水学習センター前 - 川寒[2] - イオン福島店 - 谷地前

概説
福島駅と郊外のショッピングセンターとを結ぶ役割のほか、御山・泉（先達団地など）・北沢又（川寒地区など）といった住宅地に居住する住民の生活の足として機能しているという側面も持っている。
「福島駅東口」から「稲荷田」までは国道13号を走行。途中「福島中央郵便局」、信夫山トンネルを経由する。稲荷田から先は国道13号を左折して御山地区の住宅地へと向かい、途中東北本線を踏切で跨いで御山小学校の前を通過し、「清水学習センター前」を経て福島西道路（国道13号バイパス）をくぐり、川寒橋を渡ってイオン福島店（旧・福島サティ）へと至る。「御山一本木」より先は主に住宅地の中を通るため、幅員が狭隘な部分を走行することが多い。
沿革
- 1998年（平成10年）10月1日 - 系統新設（森合経由福島サティ）。バスカード対応路線として、飯坂街道の森合・清水支所前を経由していた。
- 2006年（平成18年）10月1日 - 経路変更により国道13号、信夫山トンネルを通る現在の御山経由となる。このとき、バスカード非対応路線となる。
- 2007年（平成19年）4月1日 - 再びバスカード対応路線となる。
- 2010年（平成22年）10月30日 - ICカード「NORUCA」を導入。
- 2010年（平成22年）11月20日 - 終点を谷地前まで延長。

### 福島駅より東部方面
競馬場・月舘経由川俣線
- 71-7：福島駅東口 - 舟場町 - 競馬場前 - 日赤前 - 岡部 - 高畑 - 文知摺 - お春地蔵 - 水戸内 - 大波出張所 - 下小国 - 月舘入口 - 久保の内 - 月舘総合支所 - 城下町 - 小島支所前 - 頭陀寺前 - 川俣中島 - 川俣営業所 - 川俣役場前 - 京田（きょうでん）
- 32-7：福島駅東口 - 舟場町 - 競馬場前 - 日赤前 - 岡部 - 高畑 - 文知摺 - 文知摺観音

大波経由掛田線
- 32-6：福島駅東口 - 宮下町 - 市役所前 - 競馬場前 - 日赤前 - 岡部 - 高畑 - 文知摺 - お春地蔵 - 水戸内 - 大波出張所 - 下小国 - 月舘入口 - 霊山総合支所 - 掛田駅前

概説
国道4号を別れ、国道115号（中村街道）へと進路を東へ向けて伊達市霊山地域へと進んで行く。大波経由掛田線は宮下町経由となる。かつては中通りと浜通り地区を結ぶ急行バス・福島 - 相馬線が運行されていた。
2017年4月1日より、「月舘経由川俣線」は『川俣営業所』バス停を経由するようになった。

### 福島駅より南部方面
伏拝・医大・金谷川経由二本松線
- 1-1：若宮二丁目 -（ ← 二本松駅前 ← ）- 二本松駅入口 - 本町 - 安達高校前 - 根崎 - 安達駅入口 - 古天神 - 松川町 - 金谷川 - 福島大学 - 医科大学前 - 医大病院 - 蓬莱学習センター - 桜台入口 - 伏拝 - 信夫橋 - 福島駅東口

伏拝・蓬莱・医大・美郷経由松川線
- 1-1：古天神 - 松川本町 - 美郷二丁目 - 寺屋敷 - 医大病院 - 蓬莱学習センター - 桜台入口 - 伏拝 - 信夫橋 - 福島駅東口

清水町経由医大線
- 1-3：医科大学前 - 医大病院 - 蓬莱学習センター - 蓬莱西口 - 清水町 - 警察学校前 - 桜台入口 - 伏拝 - 信夫橋 - 福島駅東口

伏拝・医大・立子山経由飯野線
- 9-1：福島駅東口 - 信夫橋 - 伏拝 - 桜台入口 - 医大病院 - 春田 - 立子山東西 - 三久保 - 青木広表 - 飯野町

伏拝・蓬莱東経由蓬莱団地線
- 1-7：蓬莱西口 - 蓬莱学習センター - 石打 - 桜台入口 - 伏拝 - 信夫橋 - 福島駅東口

伏拝・南福島ニュータウン・桜台経由医大線
- 1-9：医科大学前 - 医大病院 - 蓬莱学習センター - 本泉公園前 - 桜台 - 南福島ニュータウン - 伏拝 - 信夫橋 - 福島駅東口

バイパス経由医大線
- 62-2：福島駅東口 - 舟場町 - 弁天橋 - 中島 - 桜台入口 - 蓬莱学習センター - 医大病院 - 医科大学前

バイパス経由蓬莱団地線
- 1-4：福島駅東口 - 舟場町 - 弁天橋 - 中島 - 桜台入口 - 石打入口 - 蓬莱学習センター - 蓬莱西口

バイパス・福高経由福島駅東口（蓬莱スクール循環）
- 1-0：蓬莱西口 - 蓬莱東 - 桜台入口 - 中島 - 弁天橋 - 舟場町 - 市役所前 - 付属小前 - 福高前 - 県立美術館入口 - 福島駅東口

渡利病院・立子山経由飯野線
- 32-8：福島駅東口 - 成蹊高校 - 渡利中学校入口 - 渡利中山 - 伊達葭田 - 春田 - 立子山支所前 - 三久保 - 青木広表 - 飯野町

概説
福島県立医科大学及び附属病院への用務者、並びに蓬萊団地地区はじめ宅地造成された地区への足として多数のルートを抱えている。蓬莱団地線のほとんどの路線は伏拝経由であるが、一部に福島南バイパス経由の「バイパス経由」便が運行されている。かつては清水町経由二本松、立子山経由川俣行などが運行されていたが、現在では短縮されている。
蓬莱団地から市街地の学校への通学生向けに、登校日の朝のみ各学校直近のバス停を経由する「蓬莱スクール循環」も運行されている。舟場町交差点で左折せずに市役所前交差点まで北上したのち付属小前を経て市内循環とほぼ同じルートで福島駅東口に至る便。現在は往路のみ運行。
2010年4月1日より、廃止されたJRバス東北（自治体バス）福島支店船福線の福島駅から飯野町までの代替として、飯野町線が運行開始。船福線とは異なり、渡利バイパスを経由する。1年間の実証実験という形で福島交通の自主運行となり、当路線運行にともなう自治体による補助等は無い。

### 福島駅より南東部方面
南向台循環渡利先回り・黒岩先回り
- 76-0：福島駅東口 - 舟場町 - 渡利病院前 - 南向台三丁目 - 黒岩 - 弁天橋 - 舟場町 - 福島駅東口

渡利経由南向台線
- 1-8：地区センター前 → 南向台三丁目 → 黒岩 → 渡利病院 → 弁天橋 → 舟場町 → 福島駅東口

概説
福島駅を出て豊田町より国道114号渡利バイパスを走行し南向台へ向かう。中島からはバイパス経由で福島駅へと向かう（黒岩先回りは、逆の進行経路をとる）。

### 福島駅より南西部方面
上姥堂経由高湯温泉線
- 93-3：大原総合病院 - 福島駅東口 - 福島駅西口 - 西部交番前 - テレビユー福島 - 吾妻支所 - 篠塚 - 姥堂 - 上姥堂 - 信夫温泉 - 玉子湯 - 高湯 - ハイランド前

上姥堂線
- 94-3：大原総合病院 - 福島駅東口 - 福島駅西口 - 西部交番前 - テレビユー福島 - 吾妻支所 - 篠塚 - 姥堂 - 上姥堂

土船線
- 96-3：大原総合病院 - 福島駅東口 - 福島駅西口 - 八木田橋 - 西高校入口 - 仁井田 - 北島 - 西工業団地 - 土船 - 土船終点

済生会病院経由平田線
- 88-1：福島駅東口 - 信夫橋 - 石田 - 大森 - 済生会病院前 - 八幡神社前 - 平田（福島市小田）

大森経由鳥川線
- 86-1：福島駅東口 - 信夫橋 - 石田 - 大森 - しのぶ台団地入口 - 十三仏 - 中原 - 自衛隊前

土湯温泉線
- 81-1：福島駅東口 - 信夫橋 - 福島運輸支局 - 下村 - 第二日東入口 - 佐倉 - 荒井 - 四季の里入口 - 畜産試験場 - 土湯温泉入口 - 土湯温泉

荒井線
- 83-1：福島駅東口 - 信夫橋 - 福島運輸支局 - 下村 - 第二日東入口 - 佐倉 - 荒井 - 自衛隊前

佐原線
- 84-1：福島駅東口 - 信夫橋 - 福島運輸支局 - 下村 - 第二日東入口 - 佐倉 - あづま陸上競技場 - 佐原 - 荒川発電所

佐原経由四季の里線
- 82-1：福島駅東口 - 信夫橋 - 福島運輸支局 - 下村 - 第二日東入口 - 佐倉 - あづま陸上競技場 - 佐原 - 四季の里

概説
かつては福島駅から高湯温泉への直通バスが運行されていたが、利用者減などの影響があり、一時「上姥堂」でいったん運賃を精算しないと高湯温泉方面へ向かうことはできなくなっていたが、2014年現在、福島駅 - 高湯温泉間のスルー運行が復活している。このルートよりも南に位置している商業地域・工業団地地域を通過すると、福島県営あづま陸上競技場・四季の里と言った観光色の強い地区へ向かう。平田行はかつて、その先の音坊まで運行されていた。また、鳥川線は土湯線上のバス停である「地蔵原」が終点であったが、西田記念館に終点が変更になった後、「自衛隊前」に短縮となっている。
2015年4月1日のダイヤ改正時より、福島駅西口始終着の便の一部便が、駅東側に延長開通。新たな路線名も付けられている。

### 福島駅より西部方面
運転免許センター経由庭坂線
- 91-1：舟場町 →  大町 - 福島駅東口 - 福島駅西口 - 下八島田 - 笹木野駅入口 - 萱場入口 - 鎌古屋 - 運転免許センター - （ ←内町 ← ） - 庭坂荒町

志田線
- 90-2：舟場町 → 大町 - 福島駅東口 - 下八島田 - 笹木野駅入口 - 萱場入口 - 長畑 - 庭坂駅前 - 内町 - 志田 - 上志田（福島市在庭坂）

市役所・由添団地経由庭坂線
- 91-2：福島市役所前 - 宮下町 - 福島駅東口 - 福島駅西口 - 原田 - 由添団地 - 長畑 - 庭坂駅前 - 庭塚入口 -（ → 原の内 → ） - 庭坂荒町

概説
奥羽本線に寄ったりやや離れたりしながら、市街地と庭坂方面を結ぶ路線群。運転免許試験場への足としても利用される。由添団地線はかつて団地 ⇔ 競馬場前・音楽堂間を結ぶ路線であったが、路線維持のため長沼経由庭坂線と統合。
2015年4月1日のダイヤ改正時に従来の「由添団地経由庭坂線」を改正。太田町 - 原田町の経路を西部交番前 - 野田町経由に経路変更され、路線名も変更されている。

### 福島駅より北部方面
宮代団地線
- 16-1：福島駅東口 - 舟場町 - 競馬場前 - 日赤前 - 本内 - 瀬上本町 - 東福島駅前 - 宮代団地

中野線
- 50-2：舟場町 → 大原綜合病院 - 福島駅東口 - MAXふくしま - 曽根田 - 上松川 - 万世団地入口 - 座頭町（福島市大笹生） - 堰場（福島市飯坂町中野）
- 50-3：舟場町 → 大町 - 福島駅東口 - MAXふくしま - 曽根田 - 上松川 - 万世団地入口 - 道の駅ふくしま - 座頭町（福島市大笹生） - 堰場（福島市飯坂町中野）

ＪＡ福島ビル・福島北警察署経由五月乙女団地線
- 47-2：舟場町 → 大町 - 福島駅東口 - 福島中央郵便局 - 稲荷田 - 古屋敷 - JA福島ビル - 福島北警察署 - 五月乙女団地

概説
福島市内循環線の運行レーンの外周地域を結ぶ路線群。JA福島ビル線は、福島北署が現在地に移転されてからそれまでのJAビル止まりであったものを1停留所延長された路線である。2011年9月1日より五月乙女団地まで延長。2016年10月ダイヤ改正時より、従来の福島北警察署線の五月乙女団地から福島高速バスターミナルまで延長され、福島北警察署経由福島高速バスターミナル線に改正されたが、2017年4月1日のダイヤ改正にて、五月乙女団地まで短縮・現行路線名に再変更された。

### 福島駅より東北部方面
藤田線
- 11-1：福島駅東口 - 舟場町 - 競馬場前 - 日赤前 - 本内 - 瀬上本町 - 伊達長岡（伊達市広前） - 伏黒入口 - 桑折駅入口 - 桑折分庁舎前 - 藤田総合病院 - 道の駅国見 - 藤田駅前

桑折線
- 12-1：福島駅東口 - 舟場町 - 競馬場前 - 日赤前 - 本内 - 瀬上本町 - 伊達長岡 - 伏黒入口 - 桑折駅入口 - 桑折駅前

伊達経由湯野線
- 15-1：福島駅東口 - 舟場町 - 競馬場前 - 日赤前 - 本内 - 瀬上本町 - 伊達長岡 - 伊達駅入口 - 明神町（福島市飯坂町東湯野） - 湯野駅

伊達経由保原線
- 22-1：福島駅東口 - 舟場町 - 競馬場前 - 日赤前 - 本内 - 瀬上本町 - 伊達長岡 - 北福島医療センター - 旭町 - 保原バスセンター - 猫川
- 13-1：福島駅東口 - 舟場町 - 競馬場前 - 日赤前 - 本内 - 瀬上本町 - 伊達長岡 - 北福島医療センター

伊達・上ケ戸経由掛田線
- 32-3：福島駅東口 - 舟場町 - 競馬場前 - 日赤前 - 本内 - 瀬上本町 - 伊達長岡 - 伏黒入口 - 上ケ戸 保原バスセンター 保原駅前 - 柱田（伊達市保原町柱田） - 四十九院 - 掛田駅前（伊達市霊山町掛田）

月の輪経由梁川線
- 21-4：福島駅東口 - 舟場町 - 競馬場前 - 日赤前 - 岡部 - 当木 - 月の輪 - 高子団地 - 上保原 - 保原二丁目 - 保原バスセンター - 梁川駅前 - 六万坊 - 塩の川

月の輪経由保原線
- 22-4：福島駅東口 - 舟場町 - 競馬場前 - 日赤前 - 岡部 - 当木 - 月の輪 - 高子団地 - 上保原 - 保原駅前 - 保原バスセンター

月の輪台団地線
- 23-4：福島駅東口 - 舟場町 - 競馬場前 - 日赤前 - 岡部 - 高畑 - 月の輪 - 月の輪台団地
- 23-5：福島駅東口 - 舟場町 - 競馬場前 - 日赤前 - 岡部 - 東部支所 - 月の輪 - 月の輪台団地

概説
一部路線はかつての福島交通飯坂東線ならびにその支線に沿うように運行されている。「湯野駅」「掛田駅前」は飯坂東線の名残であり、「保原バスセンター」は旧保原駅の敷地にある。また、伊達経由湯野線のルートのすぐ北側には聖光学院高等学校がある。メインルートである国道4号の渋滞が激しくなる時があり、PTPSが福島駅東口バスターミナルから国道4号鎌田交差点（本内 - 卸商団地入口バス停間）に導入されている。
梁川線より先、福島駅東口から阿武隈川沿いに五十沢（沼平）まで結んでいた月の輪経由五十沢線は、2009年10月のダイヤ改正で廃止された。
東日本大震災の影響で伊達市大正橋が大型車通過不可能となった際、路線再開の2011年4月15日よりしばらくの間上ヶ戸経由掛田線が経路変更され一時的に伊達経由掛田線となった（現在は復旧）。
藤田経由小坂線は2020年10月の改正で廃止され、藤田線は藤田駅前が終点となり、減便された。

### 各地と医大を結ぶ路線
大笹生・医大線
- 62-8：折戸（福島市大笹生） - 寺西 - 笹谷入口 - 万世団地入口 - 北沢又 - 曽根田 - 福島駅東口 - 弁天橋 - 中島（福島市黒岩） - 桜台入口 - 蓬莱学習センター - 医大病院 - 医科大学

荒古屋・医大線
- 62-6：荒古屋（福島市大笹生） - 北沢又 - 清水支所 - 曽根田 - 福島駅東口 - 大原綜合病院

庭坂・医大線
- 62-7：庭坂荒町 - （ → 内町 → ） - 庭塚入口 - 庭坂駅前 - 長畑 - 笹木野駅入口 - 下八島田 - 福島駅東口 - 弁天橋 - 中島 - 桜台入口 - 蓬莱学習センター - 医大病院 - 医科大学

月の輪・医大線
- 62-10：月の輪台団地 → 月の輪 → 岡部 → 日赤前 → 競馬場前 → 弁天橋 → 中島 → 桜台入口 → 蓬莱学習センター → 医大病院 → 医科大学

桑折・医大線
- 62-11：桑折駅前 - 桑折駅入口 - 伊達長岡 - 瀬上橋 - 本内 - 日赤前 - 競馬場前 - 南向台二丁目 - 中島 - 桜台入口 - 蓬莱学習センター - 医大病院 - 医科大学

概説
かつて杉妻町に存在していた福島県立医科大学・福島県立医科大学附属病院の移転にともない、通院者などへの不便を改善しようと本数は少ないながらも運行されている。この目的のために、福島駅などの鉄道駅を一切通らず、ダイレクトに医大と結ぶ路線があるのも特徴。荒古屋線、大笹生線は路線維持のため医大直通線として存続されている。
月の輪からの便は平休日問わず医大方面行のみの片道運行。桑折からの便も休日ダイヤ時は復路運休の片道運行となる。

### 福島市郊外・伊達市地区路線
医大・水原線
- 8-2：医科大学 - 医大病院 - 松川駅前 - 伊藤 - 小倉 - 上原 - 狼ヶ森（福島市松川町水原）

杉の平線
- 9-1：杉の平 - 瀬沼 - 堰場 - 田中 - さいかち町 - 飯坂温泉駅- 湯野駅

飯坂・中茂庭線
- 41-2：飯坂温泉駅 - 天王寺入口 - 穴原 - 軽井沢 - 白兔 - 茂庭局 - もにわの湯

霊山循環山戸田まわり
- 掛田駅前 - 田沢 - 中川集落センター - 薄木集会所前 - 山戸田 - 掛田駅前

掛田・追分線
- 掛田駅前 - 霊山総合支所 - 月舘入口 - 下小国 - 大木 - 追分

掛田・山野川・霊山線
- 掛田駅前 - 山野川ふれあいセンター - 寺下 - 霊山神社

概説
経営環境の悪化などにともない、以前と比較すると路線・運行本数は減少しているが、それでも市街地や主要施設・鉄道駅と集落とを結ぶ生活必需路線として運行されている路線が多い。飯坂・中茂庭線は、かつて福島駅東口が起点となっていたほか、摺上川ダム建設以前は梨平・名号集落まで運行されていたことがある（両集落とも現在は水没）。ほかにも掛田・移藪（いやぶ）線ほか、かつて福島駅東口から直通運行されていた路線が様々な理由で路線改廃され誕生した路線や、自治体からの要請をうけて運行している路線（霊山循環など）などがある。
霊山地域内の乗り合いタクシー運行本格運行にともない、掛田駅前発着路線のうち掛田・移藪線、中川経由霊山神社線、霊山循環中川先回り線、掛田・梁川線は2009年3月末で廃止となった。また、梁川駅と宮本、除石を結んでいた白根線、山舟生線は2009年10月のダイヤ改正で廃止となった。

## 管轄路線（その他）
特記のない路線ではICカードNORUCAは使用できない。

### 観光路線バス
- 福島駅東口 - 福島駅西口 - 土湯温泉 - 裏磐梯ロイヤルホテル - 裏磐梯高原駅 - 喜多方市役所 - 喜多方駅前

概説
2009年（平成27年）4月4日〜11月23日の土日祝日運行。

### 急行スカイライン循環
- 福島駅東口 - 福島駅西口 - 土湯温泉 - 野地温泉 - 新野地温泉 - 鷲倉温泉 - 鳥子平 - 浄土平
- 浄土平 - 不動沢 - 高湯ゲート - 高湯温泉 - 玉子湯 - 信夫温泉 - 福島駅西口 - 福島駅東口

概説
福島駅から磐梯吾妻スカイラインへの観光向けのバスで、例年5月上旬 - 11月上旬に運行される。以前は高湯温泉先回りの経路で、周回経路通しでの運賃支払いができたが、現在は運賃は浄土平でいったん精算となる。急行バスであるため、福島市街地の経路上のバス停には一部しか止まらないが、各バス停で乗降可能であるため一般の利用もある。
沿革
- 200X年 - 急行浄土平経由磐梯高原線の廃止にともない、午前と午後1日2便の運行となる。それまでは、午後1便のみであった。
- 2008年 - 福島駅西口が始発となる。前年まで飯坂温泉始発であった。
- 2009年 - 福島駅東口が始発・終点となる。
- 2018年9月、吾妻山の噴火レベル引き上げおよび復旧工事の為、以後運休中。

### 花見山号
- 往路：福島駅東口 - 花見山

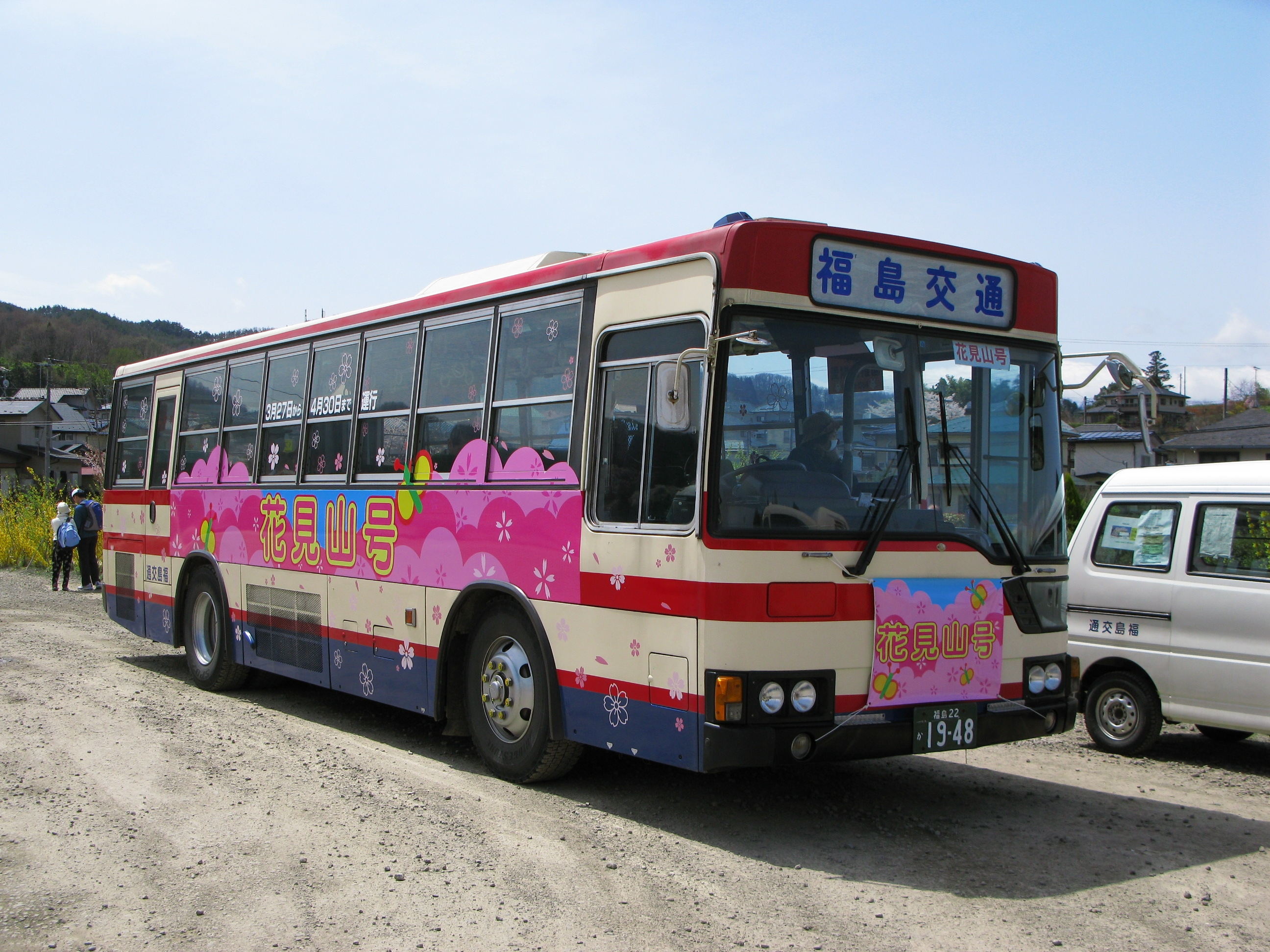
花見山号

- 復路：花見山公園 - 駅前通り - 福島駅東口

概説
例年4月運行。2008年まで復路は市内名所を巡る周遊便があった。福島駅東口より渡利大橋を経由して花見山のふもとのバス待機所（渡利北回り《元 渡利循環・渡利大回り》のバス停「花見山入口」よりも花見山に至近の地点）まで運行する。

### ふくしま『エール号』
- 往路：福島駅東口→古関裕而記念館（直通）

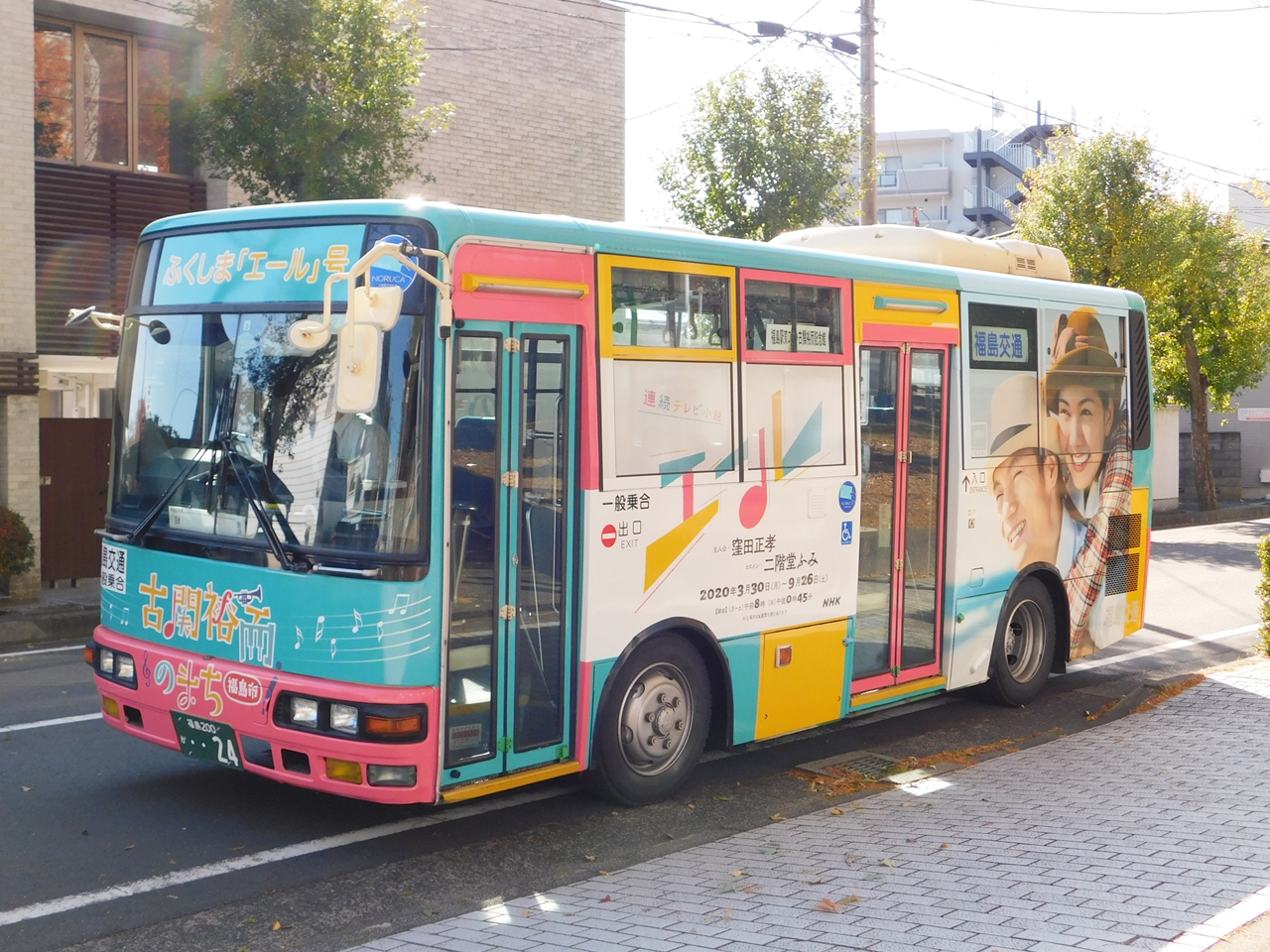
ふくしま『エール』号

- 復路：古関裕而記念館→上町→駅前通り→福島駅東口

概説
NHK連続テレビ小説「エール」の放映にあわせ、2020年（令和2年）6月20日 - 同年9月末まで（のち同年11月29日まで延長）の土日祝日に限り運行される。

### メロディーバス

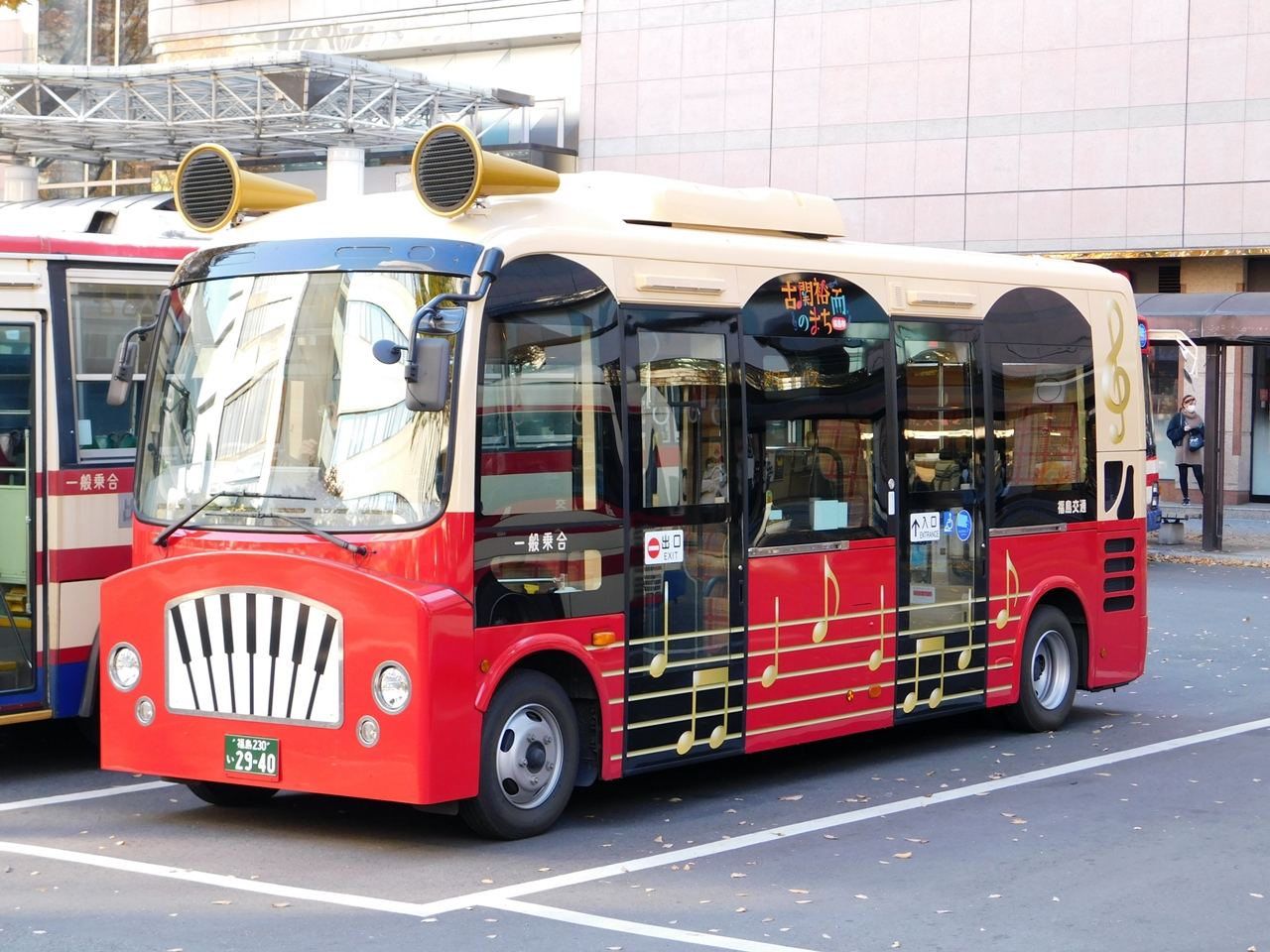
メロディーバス

- 平日：福島駅東口→福島テルサ→豊田町→成蹊高校→東浜町南→児童公園入口→古関裕而記念館前・音楽堂→福島県文化センター→福島テレビ→県立美術館入口→MAXふくしま→福島駅東口
- 土日祝日：福島駅東口→福島テルサ→浜田町→児童公園入口→古関裕而記念館前・音楽堂→福島県文化センター→福島テレビ→県立美術館入口→MAXふくしま→福島駅東口

概説
2020年（令和2年）9月1日運行開始。福島駅と古関裕而記念館・福島市音楽堂をはじめ、これまで路線バスの便がなかった福島市児童公園や福島県文化センターも結ぶ。ICカードNORUCA及びももりんシルバーパスポートが利用可能。
メロディーバスには24人乗りの小型バスが充当され、木製の内装や楽器や音符をデザインした外装が特徴であるほか、7曲の古関メロディーが流れる。
2021年（令和3年）3月31日までの限定で運行を開始したが、翌4月1日以降も運行継続されることとなった。

### 高速バス
共同運行営業所・バス会社は、各項を参照
- 福島 - 仙台線
- 福島 - いわき線
- 福島 - 会津若松線
- あぶくま号
- ギャラクシー号

### 急行バス（浜通り方面）

#### 福島・川俣 - 南相馬線
- 100-1：福島駅東口 - 医大病院 - 飯野町 - 絹の里シルクピア前 - 川俣町済生会病院入口 - 川俣営業所 - 臼石 - いいたて村までい館 - 北長野 - 南相馬市役所 - 原町駅前（途中停車停留所の詳細は[38]を参照。）
  - 福島駅東口 - 川俣営業所間のみの利用はできない。
  - 2011年12月15日より運行（相馬営業所と共管）。同年12月14日までは以下のルートで運行されていた。
    - 福島駅東口 - 福島市役所入口 - 相馬市役所 - 相馬営業所 - 鹿島農協前 - 南相馬市役所 - 原町駅前

  - 2012年3月24日よりトイレ付き車両で運行されている[39]。
  - 2014年4月1日より原町駅前 - 鹿島間延長[40]。
  - 2016年8月20日より、飯舘村内にバス停新設。飯舘村地区からは福島駅、鹿島両方面へ乗降できる[41][42]。
  - 2017年10月1日より、福島県立医科大学附属病院経由など経路の一部変更（鹿島区への乗り入れを終了）、NORUCA利用可能化（定期乗車券はNORUCA定期券に切替）・回数乗車券の販売終了、南相馬〜川俣間での乗降扱い開始、運賃上限が1,100円に値下げ[43]。
  - 2019年10月1日に川俣町済生会病院入口バス停を新設[44]。

## 廃止路線
福島・霊山 - 相馬線
- 福島駅東口 - 福島市役所入口 - 競馬場前 - 岡部 - 霊山掛田 - 霊山こどもの村 - 霊山移藪 - 山上学校前 - 相馬インター入口 - 粟津入口 - 相馬市役所 - 相馬営業所
  - 福島駅東口 - 霊山掛田間、霊山こどもの村 - 霊山移藪、山上学校前 - 相馬営業所間のみの利用はできなかった。
  - 2016年4月1日より霊山移藪バス停を新設[45]。
  - 2017年4月1日より相馬インター入口停留所を新設[46]。
  - 2017年10月1日より一般乗合バスとして運行し、相馬市内の停留所の追加及び現行の回数券及び定期券を廃止。新たにIC乗車券NORUCAの使用が可能となる[47]。
  - 2018年5月31日をもって運行終了[48]。

ピーチライナー
- 福島県庁前 - 福島駅東口 - 福島中央郵便局 - 原田東 - （東北自動車道） - （山形自動車道） - 　山形県庁前 - 山形南高校前 - 山交ビルバスターミナル / 山形駅前
  - 上下便とも山交ビルバスターミナル → 山形駅前 の順に停車。
  - 福島市内及び山形市内のみの利用は不可[49]。
  - 運賃は大人片道1,200円（こども半額）、専用回数券（1200円×3枚で3000円。こども用・往復割引ほか各種割引制度の該当なし）の設定があった。
  - 2003年（平成15年）6月12日、福島交通と山形高速バス（山交バスの子会社）の共同運行により運行開始。1日8往復[50]。
  - その後、福島側の運行を競馬場前に延長、それに伴い市役所入口と舟場町に停車するようになる。また、ダイヤ改正により平日6往復、休日8往復となる。
  - 利用客減少に伴い、2004年（平成16年）10月31日限りで運行休止[51]。

## 備考
- 敷地を利用して、福島競馬場来場者向けの私設駐車場を営んでいた時期があった。
- 福島競馬開催時や場外でのGIレース発売日には、競馬場前と飯坂平野駐車場を結ぶJRAの無料シャトルバスを運行する。なお、2023年12月にJRAの助成金を活用し、新エルガミオの新車9台（車両番号：8137 - 8146、8142は欠番)が納車され、内装も従来車と区別しており、主に競馬場前停留所を通る路線に限定運用されている。この車両では、同社初の白色LED表示器が搭載され、視認性が向上している。

## 営業所附近の施設
- 福島競馬場 - 福島支社は福島競馬場の裏手 (2コーナー出口付近)にあたる。
- 綜合病院福島赤十字病院
- 古関裕而記念館
- 福島市音楽堂
- 福島市中央市民プール
- 福島市児童公園
- 国道4号（陸羽街道）
- 国道115号
- 阿武隈川

## 参考資料
- 運賃表（販売用）
  - 2014年4月現在
- 福島交通バス時刻表 福島管内
- バス路線案内県北版
  - いずれも2016年4月現在